# Đerađ
Đerać (en serbe cyrillique : Ђераћ) est un village de Serbie situé dans la municipalité de Lučani, district de Moravica. Au recensement de 2011, il comptait 47 habitants.

## Démographie
| 1948 | 1953 | 1961 | 1971 | 1981 | 1991 | 2002 | 2011 |
| ---- | ---- | ---- | ---- | ---- | ---- | ---- | ---- |
| 118  | 174  | 201  | 248  | 208  | 91   | 76   | 47   |

|  |